# Yecla de Yeltes
Yecla de Yeltes és un municipi de la província de Salamanca, a la comunitat autònoma de Castella i Lleó. Limita: al N amb Guadramiro, al NE amb Vitigudino, a l'E amb Moronta, al S amb Villavieja de Yeltes, al SO amb el riu Yeltes i amb Bogajo, i al NO amb Cerralbo i Gema de Yeltes.